# Loch Ospisdale

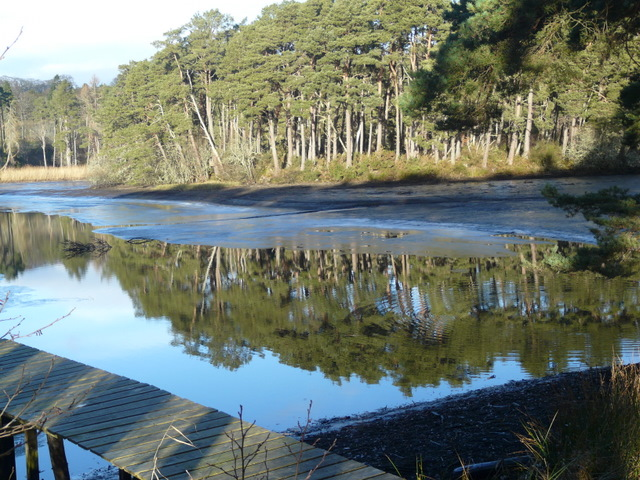
Blick vom Damm auf den See.

Der Loch Ospisdale ist ein See (Loch), der in der Region Highland im Norden von Schottland liegt. In Bezug auf die traditionellen Grafschaften zählt er zu Sutherland. Er ist künstlichen Ursprungs, denn er entstand durch die Errichtung eines kurzen Dammes am Ende des von Westen heranströmenden Baches Allt Garbh, unmittelbar vor seiner Mündung in den Poll na Caorach, eine am Nordufer des Dornoch Firth gelegene Bucht. Die Länge des Sees beträgt rund 500 Meter. Er liegt auf dem Gelände, das zum Skibo Castle gehört. Dessen Eigentümer, der 1919 verstorbene Andrew Carnegie, hatte den Damm errichten lassen.